# Phylloicus iridescens
Phylloicus iridescens är en nattsländeart som beskrevs av Banks 1941. Phylloicus iridescens ingår i släktet Phylloicus och familjen Calamoceratidae. Inga underarter finns listade i Catalogue of Life.